# Dystrykt Kenema
Dystrykt Kenema – dystrykt w Sierra Leone. Stolicą jest Kenema. W 2004 roku w tejże jednostce administracyjnej mieszkało 488 tys. ludzi. 
Liczba ludności dystryktu w poszczególnych latach:
- 1963 – 227 428
- 1974 – 266 636
- 1985 – 337 055
- 2004 – 487 755